# أكاديمية فلورنسا للفنون
أكاديمية فلورنسا للفنون (بالإنجليزية: The Florence Academy of Art )‏. هي مدرسة فنية إيطالية مختصة بفنون الرسم والنحت. تقع في مدينة فلورنسا، إيطاليا.

## التأسيس
تأسست أكاديمية فلورنسا للفنون في عام 1991 على يد دانيال غريفز لتوفير أعلى مستوى من تعليم الرسم الزيتي والحجري والنحت الكلاسيكي. رؤية جريفز للأكاديمية هي قدرتها على تدريب مجموعة مختارة من الرسامين والنحاتين الواقعيين من ذوي المهارات العالية.

## رؤية الأكاديمية
فلسفة جريفز، التي يقوم عليها منهج الأكاديمية وطريقة التدريس، تتطلب إعادة تهذيب للفن وشرائع الجمال والدراسة المباشرة للطبيعة ودرجة الأستاذ القديم كأساس للرسم والنحت العظيمين. تحت إدارته، الأكاديمية هي مصدر التحفيز والمنافسة الشريفة، والتي بها مجموعة متنوعة دوليًا من الطلاب للتدريب من الرسامين المحترفين من جنسيات مختلفة، في مدينة تشتهر بماضيها الفني. قال جريفز في مقال له عن الفن: 
.

## الإشهار القانوني
أكاديمية فلورنسا للفنون هي فرع للأكاديمية الدولية للفنون الجميلة، ولقد تم الاعتراف على أنها منظمة خيرية معفاة من الضرائب بموجب المادة 501 ج 3 من قانون الإيرادات الداخلية في الولايات المتحدة منذ عام 2000. وهي معترف بها من قبل وزارة الشؤون الخارجية الإيطالية ووزارة الجامعات الإيطالية كبرنامج أجنبي على المستوى الجامعي غير الربحي. معترف بها من قبل المجلس الوطني السويدي للتربية والتعليم وتمت الموافقة على تقديم المساعدة الدراسية من خلال نظام الدعم الدراسي السويدي. وهي عضو في رابطة برامج الكليات والجامعات الأميركية في إيطاليا (AACUPI). منتسبة لكليات لاجونا للفنون والتصميم في لاجونا بيتش، كاليفورنيا.

## مجلس الإدارة
- دانيال جريفز، مدير أكاديمي
- سوزان تينتوري، مدير تنفيذي
- جواكيم إيريكسون، مدير أكاديمي، السويد
- أندرياس بيرث، مدير تنفيدي، السويد
- روزماري جالي، أمين سجل ومدير الموسم الصيفي
- بريجيتا هولمسترام، مدير مكتب، السويد
- سوزي فيدي، مدير إداري[3]